# Ginnastica ai Giochi della XXIX Olimpiade - Concorso individuale femminile
La finale del concorso individuale femminile si è svolta al National Indoor Stadium il 15 agosto, con inizio alle ore 11:15.

## Finale
| Pos. | Ginnasta                       | Attrezzo  | Attrezzo  | Attrezzo | Attrezzo     | Totale |
| Pos. | Ginnasta                       | Volteggio | Parallele | Trave    | Corpo libero | Totale |
| ---- | ------------------------------ | --------- | --------- | -------- | ------------ | ------ |
|      | Nastia Liukin ( Stati Uniti)   | 15,025    | 16,650    | 16,125   | 15,525       | 63,325 |
|      | Shawn Johnson ( Stati Uniti)   | 15,875    | 15,275    | 16,050   | 15,525       | 62,725 |
|      | Yang Yilin ( Cina)             | 15,175    | 16,725    | 15,750   | 15,000       | 62,650 |
| 4    | Ksenija Semënova ( Russia)     | 14,750    | 16,475    | 15,925   | 14,775       | 61,925 |
| 5    | Steliana Nistor ( Romania)     | 15,025    | 15,975    | 15,550   | 14,500       | 61,050 |
| 6    | Jiang Yuyuan ( Cina)           | 14,825    | 15,875    | 15,425   | 14,775       | 60,900 |
| 7    | Anna Pavlova ( Russia)         | 15,275    | 14,525    | 15,975   | 15,050       | 60,825 |
| 8    | Sandra Izbașa ( Romania)       | 15,075    | 14,300    | 15,875   | 15,500       | 60,750 |
| 9    | Oksana Chusovitina ( Germania) | 15,750    | 14,900    | 14,875   | 14,600       | 60,125 |
| 10   | Jade Barbosa ( Brasile)        | 15,025    | 15,075    | 15,500   | 13,950       | 59,550 |
| 11   | Vanessa Ferrari ( Italia)      | 14,700    | 15,200    | 15,600   | 13,950       | 59,450 |
| 12   | Becky Downie ( Regno Unito)    | 15,025    | 15,625    | 14,700   | 14,100       | 59,450 |
| 13   | Georgia Bonora ( Australia)    | 14,850    | 14,625    | 15,100   | 14,375       | 58,950 |
| 14   | Lia Parolari ( Italia)         | 13,950    | 15,350    | 15,125   | 14,500       | 58,925 |
| 15   | Shona Morgan ( Australia)      | 14,650    | 14,625    | 15,100   | 14,425       | 58,800 |
| 16   | Elyse Hopfner-Hibbs ( Canada)  | 14,875    | 15,425    | 14,150   | 13,925       | 58,375 |
| 17   | Koko Tsurumi ( Giappone)       | 14,075    | 14,950    | 15,400   | 13,675       | 58,100 |
| 18   | Ariella Käslin ( Svizzera)     | 15,350    | 14,275    | 14,425   | 13,950       | 58,000 |
| 19   | Marine Petit ( Francia)        | 14,725    | 14,400    | 14,275   | 14,575       | 57,975 |
| 20   | Kyoko Oshima ( Giappone)       | 14,575    | 14,675    | 13,975   | 14,400       | 57,625 |
| 21   | Kristyna Palesova ( Rep. Ceca) | 14,075    | 15,350    | 14,650   | 12,900       | 56,975 |
| 22   | Ana Silva ( Brasile)           | 14,175    | 14,175    | 14,175   | 14,350       | 56,875 |
| 23   | Laetitia Dugain ( Francia)     | 14,275    | 14,275    | 15,225   | 13,000       | 56,775 |
| 24   | Gaelle Mys ( Belgio)           | 14,000    | 12,875    | 13,100   | 13,975       | 53,950 |